# Plitvica
Plitvica je rijeka u Hrvatskoj, desni pritok rijeke Drave.

## Opis
Plitvica izvire u Maceljskom gorju